# Вюрріх
Вюрріх (нім. Würrich) — громада в Німеччині, розташована в землі Рейнланд-Пфальц. Входить до складу району Рейн-Гунсрюк. Складова частина об'єднання громад Кірхберг (Гунсрюк).
Площа — 4,33 км2. Населення становить 151 ос. (станом на 31 грудня 2020).

## Галерея

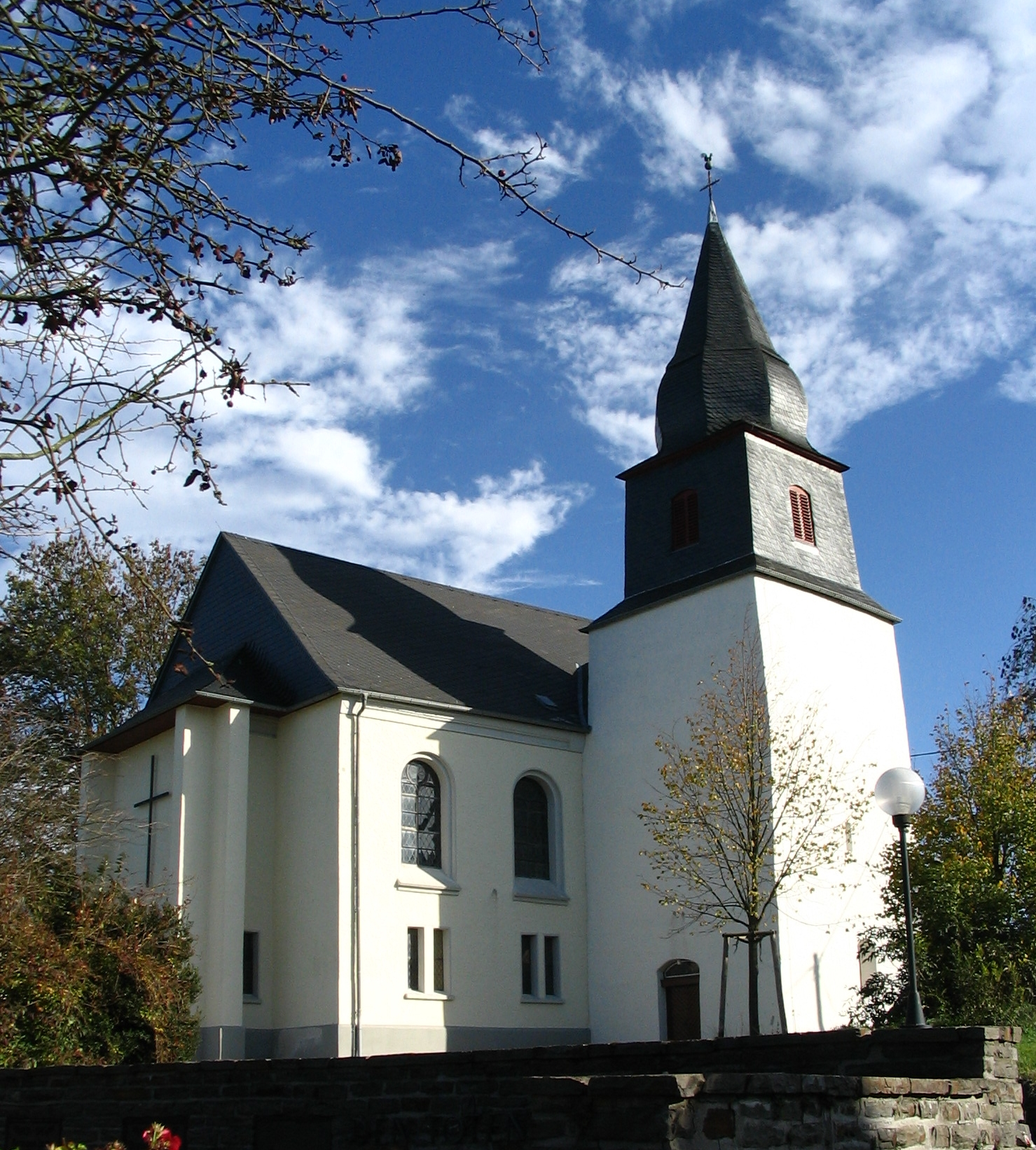
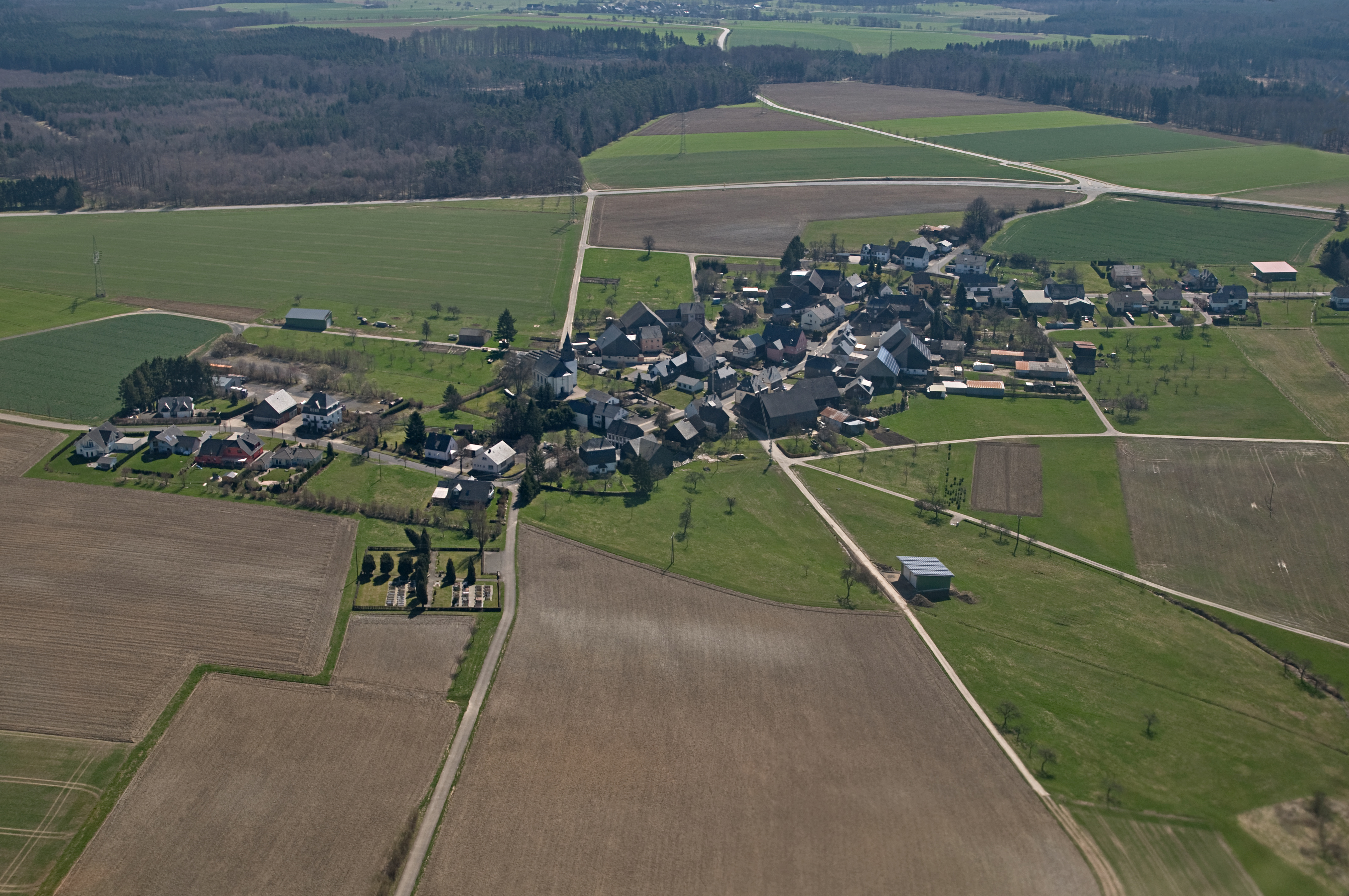